# Феофано Склірена
Феофано Склірена (грец. Θεοφανώ Σκλήραινα; нар. бл. 960, Константинополь — 15 червня 991, Неймеген) — імператриця Священної Римської імперії у 972—983 роках, регентка імперії у 984—991 роках.

## Життєпис
Походила з аристократичного візантійського роду Склірів. Донька Костянтина Скліра, вестарха, та Софії Фокіни (доньки куропалата Льва Фоки Молодшого). Народилася між 955 та 960 роках. Сучасники характеризували її як красиву, розумну, красномовну і освічену дівчину. Вона вільно володіла грецькою, латиною, була знавцем античних літераторів, знала твори поетів і філософів свого часу.
З 969 року почалися перемовини між Оттоном I, імператором Священної Римської імперії, та Іоанном I Цимісхієм, візантійським імператором, за результатами яких було домовлено про шлюб між сином Оттона I та візантійською принцесою Анною, натомість Візантія отримувала Апулію. У 972 році відбувся шлюб, але дружиною Оттона Молодшого стала Феофано, небога Іоанна I.
14 квітня того року в Соборі Святого Петра в Римі Феофано була повінчана з Оттоном II папою римським Іоанном XIII, який також коронував її імператорською короною. З цього часу Феофано з'являється в офіційних паперах як його співволодарка («consors regni» або «coimperatrix»). Вона постійно супроводжувала чоловіка в його походах і мала на нього неабиякий вплив. Доволі швидко вивчила німецьку мову.
Разом з тим викликала критику з боку церковників та знаті через різницю в культурі: Феофано слідкувала за власною гігієною, регулярно купалася, носила чудові шати й прикраси, користувалася виделкою, а не рукою. Саме вона стала першою, хто привніс до Західної Європи правило користування цим столовим начинням.
Після смерті чоловіка 7 грудня 983 року від малярії, новим імператором став їх малолітній син, Оттон III, коронований на 25 грудня 983 року в Аахені королівською короною. Оскільки Феофано і мати Оттона II, Адельгейда, ще не повернулися з Італії, 3-річного короля тимчасово передали на піклування Варина, архієпископа Кельна. Про зазіхання на опіку над Оттоном відразу ж заявив Генріх II Норовливий, найближчий родич Оттона III по чоловічій лінії. У 984 році той підняв повстання проти Оттона III, але завдяки діям Віллігіза, архієпископа Майнца, заколот було придушено, а регентшею стала Феофано.
Феофано поділила регентське керування з Адельгедою, своєю свекрухою (вони не ладнали через власні амбіції), яка стала регенткою Італійського королівства. У 985 році задля встановлення миру в Німеччині передала Генріху Норовливому Баварське герцогство. Завдяки чому найнебезпечнішого аристократа було нейтралізовано. На Великдень 986 року в Кведлінбурзі Феофано провела збори знаті, які підтвердили королівські права Оттона III.
Феофано відмовилася від активної зовнішньої політики, зосередивши зусилля на збереження миру із сусідами. Особливо гарні стосунки були з Візантійською імперією. Водночас Феофано Склірині вдалося зберегти Лотарингію, яку намагалися захопити королі Західно-Франкського королівства Лотар і Людовик V Лінивий.
У 987 році уклала мирний договір з Гуго I Капетом, королем Франції, за яким Лотарингія залишилася за імперією. В результаті поїздки до Італії в 989—990 роках їй вдалося змусити місцеву знать зважати на пануванням свого сина, де його влада спочатку не сприймали всерйоз. Для цього в Римі, влада в якому знаходилася у роду Кресцентіїв. При цьому підтвердила владу імператора в Равеннському екзархаті, де вона скористалася імператорськими правами, а в паперах вона названа чоловічим титулом «імператор Август» («imperator augustus»)
Померла 15 червня 991 року в Неймегені. Управління імперією перейшло до свекрухи Адельгейди та майнцького архієпископа Віллігіза. Поховали Феофано в монастирській церкві Святого Пантелеймона в Кельні.

## Родина
Чоловік — Оттон II, імператор Священної Римської імперії
Діти:
- Адельгейда (977—1044), абатиса в Кведлінбурзі з 999 року
- Софія (978—1039), абатиса в Гандерсґаймі з 1002 року і Ессені з 1011 року
- Матильда (979—1025), дружина Еццо, пфальцграфа Лотарингії
- Оттон (980—1002), імператор Священної Римської імперії у 983—1002 роках
- донька (980), сестра-близнючка Оттона III, померла немовлям.